# Ugly (Sugababes)
Ugly è un singolo del gruppo musicale pop britannico Sugababes, pubblicato il 5 dicembre 2005 dall'etichetta discografica Island.
È l'ultimo singolo della band in cui compare Mutya Buena. La canzone, scritta e prodotta da Dallas Austin, è stata estratta come secondo singolo dal quarto album del gruppo, Taller in More Ways. Il singolo contiene le b-side Come Together e Future Shokk!.

## Video musicale
Il video di Ugly è ambientato in un magazzino di New York, che appare come luogo di un'audizione. È stato presentato il 12 novembre 2005.
Nel video appaiono diverse persone di diverse età che mostrano diversi talenti, il che corrisponde al significato della canzone. Le ragazze, inoltre, tengono in mano dei cartelli con scritto "Taller in More Ways", il titolo del loro quarto album (da cui è estratto Ugly).

## Tracce e formati
UK CD Single #1(Island 9875382 (UMG) / EAN 0602498753828)
1. "Ugly" [Radio Edit] - 3:02
2. "Come Together" - 3:52

UK CD Single #2 / International CD(Island 987 538 3 (UMG) / EAN 0602498753835)
1. "Ugly" [Album Version] - 3:50
2. "Future Shokk!" - 4:05
3. "Ugly" [The Desert Eagle Discs Remix] - 4:13
4. "Ugly" [Suga Shaker Vocal Mix] - 5:42
5. "Ugly" [Video] - 3:02

UK CD Promo
1. "Ugly" (Radio Edit) - 3:02
2. "Ugly" (Suga Shaker Vocal Mix) - 5:42
3. "Ugly" (Suga Shaker Dub Mix) - 9:05
4. "Ugly" (Le Doux Remix) - 4:57
5. "Ugly" (Club Suga Mix) - 5:14
6. "Ugly" (The Desert Eagle Discs Remix - Vocal) - 4:13
7. "Ugly" (The Desert Eagle Discs Remix - Instrumental) - 4:12

UK 12" Promo
1. "Ugly" (Suga Shaker Vocal Mix) - 5:44
2. "Ugly" (Suga Shaker Dub Mix) - 9:05
3. "Ugly" (Le Doux Remix) - 5:40
4. "Ugly" (Club Suga Mix) - 5:26
5. "Ugly" (The Desert Eagle Discs Remix - Vocal) - 4:11
6. "Ugly" (The Desert Eagle Discs Remix - Instrumental) - 4:11

## Classifiche
| Classifica (2005)   | Posizione raggiunta |
| ------------------- | ------------------- |
| Regno Unito         | 3                   |
| Danimarca           | 4                   |
| Nuova Zelanda       | 5                   |
| Paesi Bassi         | 7                   |
| Irlanda             | 7                   |
| Belgio (Vallonia)   | 8                   |
| Belgio (Fiandre)    | 13                  |
| Australia           | 13                  |
| Austria             | 14                  |
| Classifica mondiale | 15                  |
| Svezia              | 18                  |
| Svizzera            | 19                  |
| Germania            | 26                  |